# Piedra del Águila

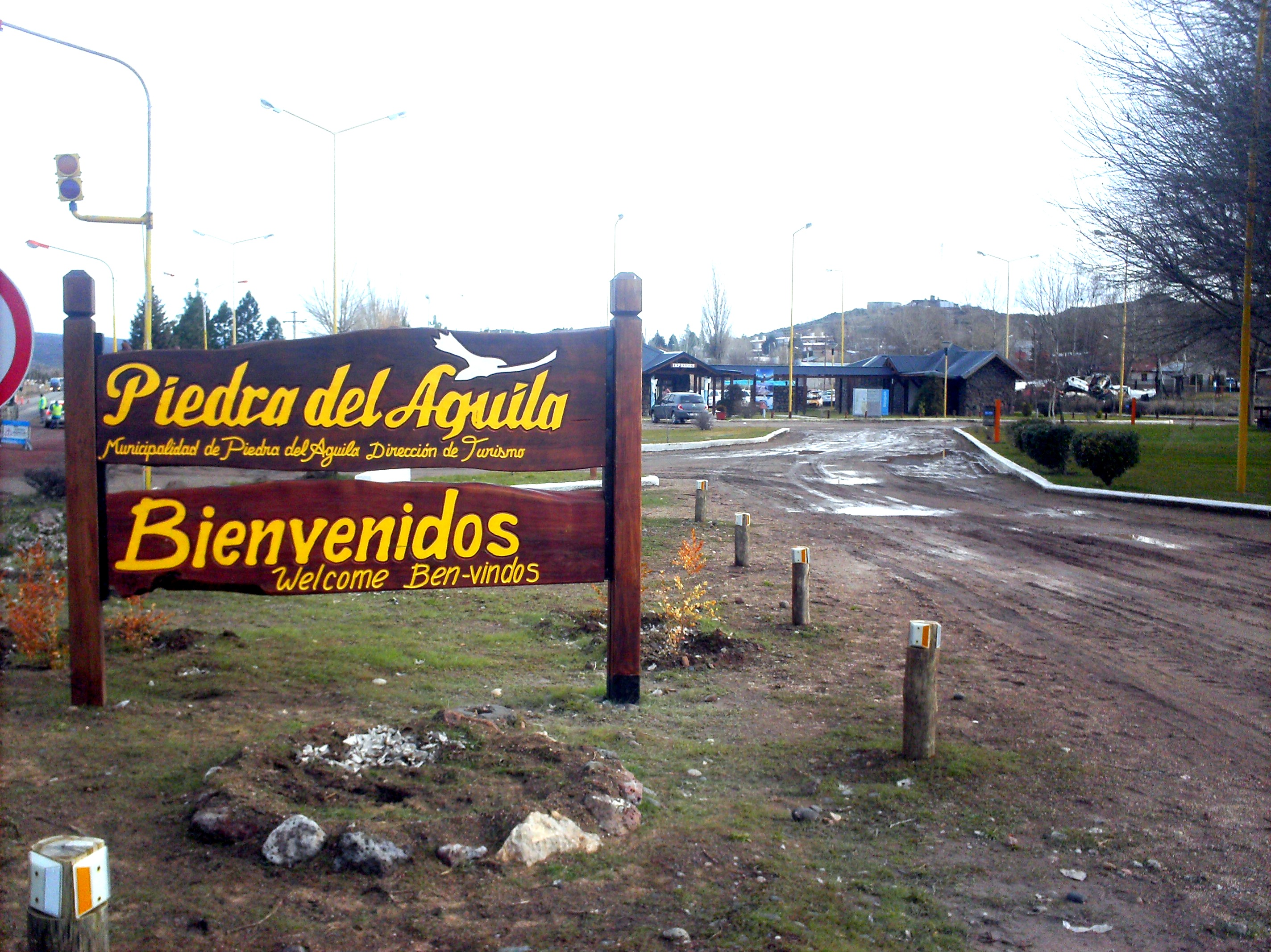
Ecoturismo em Piedra del Águila

Piedra del Águila está localizada na província do sudeste do território Neuquén,na Patagonia Argentina.